# Аэропорты Юга
«Аэропорты Юга» — российский холдинг, входящий в РАИНКО (Русско-Азиатскую инвестиционную Компанию) и «Базовый Элемент» и руководящая авиационным бизнесом Олега Дерипаски.
25 % компании контролируется Русско-Азиатской Инвестиционной Компанией (РАИнКО), а 75 % — «Базовым Элементом».
Компания образована в январе 2005 года.
Первоначально «Аэропорты Юга» управлялись Русско-Азиатской Инвестиционной Компанией (РАИнКО), однако в июле 2008 года была произведена реорганизация авиационного бизнеса Олега Дерипаски, в ходе которой «Аэропорты Юга» большей частью перешли в «Базовый Элемент». Тем самым с 2008 года управление компанией будет осуществляться обеими структурами Олега Дерипаски.
Внутри «Аэропортов Юга» предполагается создать специализированные компании по видам деятельности — по обслуживанию авиакомпаний, оказанию услуг пассажирам, по продаже билетов, заправке самолетов и рекламе.
Основной причиной изменения управления компанией является перераспределение финансовых потоков. Доходы «Аэропортов Юга» сейчас составляют около $200 млн в год.

## Цели деятельности
Основными целями деятельности холдинга являются:
- создание аэропортов мирового уровня на базе аэропортов Краснодара, Анапы и Геленджика;
- развитие рынка авиационных услуг в Краснодарском крае;
- повышение качества обслуживания пассажиров;
- внедрение международных стандартов авиационной безопасности в аэропортах и в авиакомпании.

## Структура холдинга
В состав холдинга входят 4 аэропорта и 1 авиакомпания:
- Международный аэропорт «Краснодар»;
- Международный аэропорт «Сочи»;
- Международный аэропорт «Анапа»;
- Международный аэропорт «Геленджик»;
- «Авиационные линии Кубани».